# Liste der Stolpersteine in Emmerich am Rhein

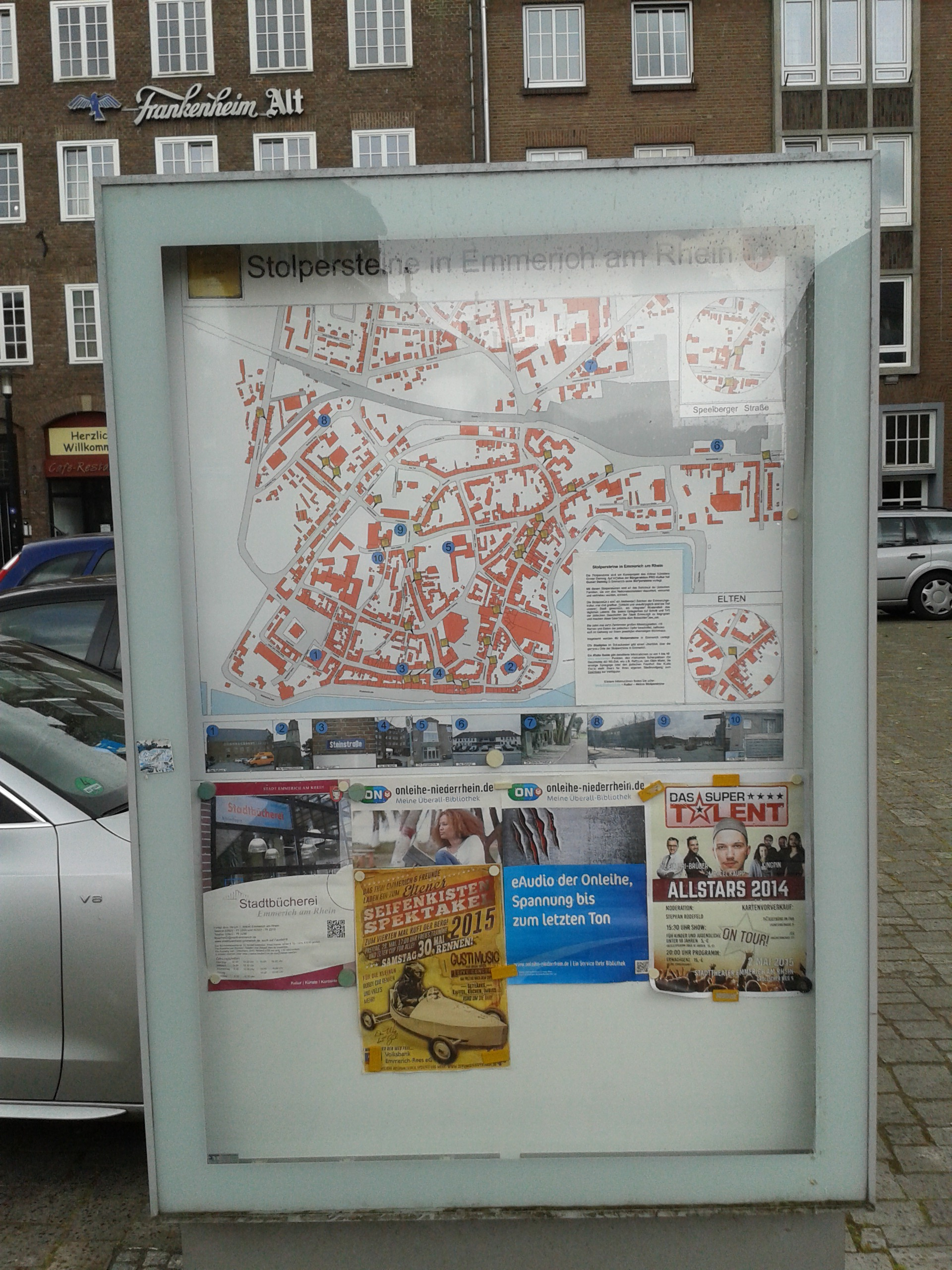
Übersichtstafel Stolpersteine
(Alter Markt, Emmerich)

In der Liste der Stolpersteine in Emmerich am Rhein werden die 99 in Emmerich am Rhein vorhandenen Stolpersteine aufgeführt, die im Rahmen des Projekts Stolpersteine des Künstlers Gunter Demnig im Gedenken an verfolgte oder ermordete Opfer des Nationalsozialismus an mehreren Terminen verlegt worden sind.
Die Verlegung des ersten Steines in Emmerich für Eugen Mehler und weiterer 23 Steine am 25. Februar 2011 sowie die Verlegung am 8. Februar 2012 erfolgte durch den Künstler selbst.
Mit ausdrücklicher Genehmigung des Künstlers wurden die weiteren Verlegungen in mehreren Aktionen durch verschiedene Emmericher Schulen und Bildungseinrichtungen in Eigenregie durchgeführt. Dies waren u. a. die Schüler der Hanse-Realschule, des Förderzentrums Grunewald, der Luitgardis-Grundschule Elten und von Auszubildenden des Theodor-Brauer-Hauses sowie der Kolping-Werkstatt. Die Stolpersteine wurden von Schülern der Emmericher Gesamtschule und der Realschule 2015 wieder aufpoliert.
Am Alten Markt in Emmerich steht eine Übersichtstafel mit den in Emmerich verlegten Stolpersteinen.
Schüler des Willibrord-Gymnasiums haben einen Audioguide zu zehn für die Emmericher Stolpersteine wichtigen Punkten in der Stadt erstellt.
Das Projekt Stolpersteine in Emmerich wurde initiiert von der Bürgeraktion Pro Kultur Emmerich und unterstützt durch die Stadt Emmerich, die Stadtsparkasse Emmerich-Rees, die Stadtwerke Emmerich und zwei von der Stadt Emmerich verwaltete Stiftungen (Rudolf W. Stahr-Stiftung sowie Vereinigte Hoppen und Hompheus Stiftung).

## Verlegte Stolpersteine
| Adresse                              | Name                      | Inschrift | Verlegedatum  | Bild                                                           | Anmerkung |
| ------------------------------------ | ------------------------- | --- | ------------- | -------------------------------------------------------------- | --- |
| Agnetenstraße 2 (Standort)           | Eugen Mehler              | Hier wohnte Eugen Mehler Jg. 1867 gedemütigt/entrechtet Flucht in den Tod 7.8.1942                                                            | 25. Feb. 2011 | Stolperstein Emmerich Agnetenstraße 2 Eugen Mehler             | Der Stein für Eugen Mehler war der erste in Emmerich verlegte Stolperstein. Der Tabakhändler Eugen Mehler beging am 7. August 1942 Selbstmord, um seine nichtjüdische Ehefrau zu schützen. |
| Agnetenstraße 2 (Standort)           | Elise Mehler              | Hier wohnte Elise Mehler Jg. 1860 deportiert 1942 Theresienstadt ermordet 22.10.1942                                                          | 25. Feb. 2011 | Stolperstein Emmerich Agnetenstraße 2 Elise Mehler             | geboren am 4. Januar 1860 in Emmerich Die ledige Musiklehrerin Elsie Mehler war die Schwester von Eugen Mehler. |
| Agnetenstraße 2 (Standort)           | Amanda Koopmann           | Hier arbeitete Amanda Koopmann Jg. 1894 deportiert 1941 Riga ermordet 1944 in Stutthof                                                        | 25. Feb. 2011 | Stolperstein Emmerich Agnetenstraße 2 Amanda Koopmann          | geboren am 21. Januar 1894 in Goch Amanda Koopmann war Hausangestellte von Eugen Mehler. |
| Agnetenstraße 2 (Standort)           | Hedwig Frank              | Hier arbeitete Hedwig Frank Jg. 1890 deportiert 1941 Riga ermordet                                                                            | 25. Feb. 2011 | Stolperstein Emmerich Agnetenstraße 2 Hedwig Frank             | geboren am 1. Juli 1890 in Köln Hedwig Frank war Hausangestellte von Eugen Mehler. |
| Baustraße 48 (Standort)              | Ruth Nathan               | Hier wohnte Ruth Nathan Jg. 1921 Flucht 1939 USA überlebt                                                                                     | 7. März 2012  | Stolperstein Emmerich Baustraße 48 Ruth Nathan                 | |
| Baustraße 48 (Standort)              | Lisette Nathan            | Hier wohnte Lisette Nathan geb. Harf Jg. 1880 deportiert 1941 Riga ermordet 26.3.1942                                                         | 28. März 2011 | Stolperstein Emmerich Baustraße 48 Lisette Nathan              | geboren am 22. Oktober 1880 in Wickrath |
| Baustraße 48 (Standort)              | Isaak Nathan              | Hier wohnte Isaak Nathan Jg. 1880 mehrfach verhaftet zuletzt 1941 Polizeigefängnis Emmerich Flucht in den Tod 16.8.1941                       | 28. März 2011 | Stolperstein Emmerich Baustraße 48 Isaak Nathan                | geboren am 11. April 1880 in Emmerich |
| Brink 2 (Standort)                   | David Leyser              | Hier wohnte David Leyser Jg. 1874 verhaftet 1936 Polizeigefängnis Emmerich nach Gestapoverhören Flucht in den Tod 4.9.1936                    | 25. Feb. 2011 | Stolperstein Emmerich Brink 2 David Leyser                     | geboren am 10. Juli 1874 in Emmerich |
| Brink 2 (Standort)                   | Elisabeth Leyser          | Hier wohnte Elisabeth Leyser Jg. 1925 deportiert 1941 Riga ermordet 1944 in Stutthof                                                          | 25. Feb. 2011 | Stolperstein Emmerich Brink 2 Elisabeth Leyser                 | geboren am 5. März 1925 in Emmerich |
| Brink 2 (Standort)                   | Henny Leyser              | Hier wohnte Henny Leyser geb. Silbermann Jg. 1893 deportiert 1941 Riga ermordet 1944 in Stutthof                                              | 25. Feb. 2011 | Stolperstein Emmerich Brink 2 Henny Leyser                     | geboren am 24. Juni 1893 in Lemförde |
| Fischerort 8 (Standort)              | Hans Claessen             | Hier wohnte Hans Claessen Jg. 1904 deportiert 1941 Łodz/Litzmannstadt tot                                                                     | 25. Feb. 2011 | Stolperstein Emmerich Fischerort 8 Hans Claessen               | geboren am 16. Dezember 1904 in Emmerich |
| Fischerort 8 (Standort)              | Gertrud Claessen          | Hier wohnte Gertrud Claessen Jg. 1909 eingewiesen 1941 'Heilanstalt' Bendorf-Sayn ermordet 5.5.1942                                           | 25. Feb. 2011 | Stolperstein Emmerich Fischerort 8 Gertrud Claessen            | unmarkiertes Grab auf dem jüdischen Friedhof in Bendorf-Sayn |
| Fischerort 8 (Standort)              | Helene Claessen           | Hier wohnte Helene Claessen geb. Levy Jg. 1872 deportiert 1942 Theresienstadt ermordet 26.9.1942 Treblinka                                    | 25. Feb. 2011 | Stolperstein Emmerich Fischerort 8 Helene Claessen             | geboren am 22. Dezember 1872 in Haaren |
| Fischerort 8 (Standort)              | Henriette Levy            | Hier wohnte Henriette Levy Jg. 1870 vor Deportation Flucht in den Tod 14.4.1942                                                               | 25. Feb. 2011 | Stolperstein Emmerich Fischerort 8 Henriette Levy              | |
| Fischerort 17 (Standort)             | Sophie Nathan             | Hier wohnte Sophie Nathan Jg. 1921 deportiert 1941 Riga befreit/überlebt                                                                      | ???           | Stolperstein Emmerich Fischerort 17 Sophie Nathan              | |
| Fischerort 17 (Standort)             | Emmi Nathan               | Hier wohnte Emmi Nathan Jg. 1925 deportiert 1941 Riga befreit/überlebt                                                                        | ???           | Stolperstein Emmerich Fischerort 17 Emmi Nathan                | |
| Fischerort 17 (Standort)             | Georg Nathan              | Hier wohnte Georg Nathan Jg. 1880 deportiert 1941 Riga ermordet 10.5.1942                                                                     | ???           | Stolperstein Emmerich Fischerort 17 Georg Nathan               | geboren am 3. Februar 1880 in Emmerich |
| Fischerort 17 (Standort)             | Thekla Nathan             | Hier wohnte Thekla Nathan geb. Bendix Jg. 1892 deportiert 1941 Riga befreit/überlebt                                                          | ???           | Stolperstein Emmerich Fischerort 17 Thekla Nathan              | |
| Gasthausstraße 3 (Standort)          | Michael Heymann           | Hier wohnte Dr. Michael Heymann Jg. 1928 Flucht 1937 Palästina überlebt                                                                       | 7. März 2012  | Stolperstein Emmerich Gasthausstraße 3 Michael Heymann         | |
| Gasthausstraße 3 (Standort)          | Helene Heymann            | Hier wohnte Helene Heymann geb. Weinberg Jg. 1903 Flucht 1937 Palästina überlebt                                                              | 7. März 2012  | Stolperstein Emmerich Gasthausstraße 3 Helene Heymann          | |
| Gasthausstraße 3 (Standort)          | Friedrich Heymann         | Hier wohnte Friedrich Heymann Jg. 1899 Flucht 1937 Palästina überlebt                                                                         | 7. März 2012  | Stolperstein Emmerich Gasthausstraße 3 Friedrich Heymann       | |
| Gasthausstraße 3 (Standort)          | Marie Weinberg            | Hier wohnte Marie Weinberg geb. Günsberger Jg. 1895 Flucht 1934 Palästina überlebt                                                            | 7. März 2012  | Stolperstein Emmerich Gasthausstraße 3 Marie Weinberg          | |
| Gasthausstraße 3 (Standort)          | Julius Weinberg           | Hier wohnte Julius Weinberg Jg. 1902 Flucht 1934 Palästina überlebt                                                                           | 7. März 2012  | Stolperstein Emmerich Gasthausstraße 3 Julius Weinberg         | |
| Hohenzollernstraße 8 (Standort)      | Else Nathan               | Hier wohnte Else Nathan Jg. 1904 Flucht 1938 Südafrika überlebt                                                                               | 7. März 2012  | Stolperstein Emmerich Hohenzollernstraße 8 Else Nathan         | |
| Hohenzollernstraße 8 (Standort)      | Balduin Nathan            | Hier wohnte Balduin Nathan Jg. 1872 Flucht 1933 Holland Südafrika überlebt                                                                    | 7. März 2012  | Stolperstein Emmerich Hohenzollernstraße 8 Balduin Nathan      | |
| Hohenzollernstraße 8 (Standort)      | Bertha Nathan             | Hier wohnte Bertha Nathan geb. Bachenheimer Jg. 1887 Flucht 1933 Holland Südafrika überlebt                                                   | 7. März 2012  | Stolperstein Emmerich Hohenzollernstraße 8 Bertha Nathan       | |
| Hohenzollernstr. 14 (Standort)       | Regina Schönstädt         | Hier wohnte Regina Schönstädt Jg. 1934 Heimatort verlassen 1937 Bernburg deportiert tot im Ghetto Warschau                                    | 7. März 2012  | Stolperstein Emmerich Hohenzollernstraße 14 Regina Schönstädt  | geboren am 7. September 1934 in Kleve Für Regina Schönstädt wurde auch in Bernburg (Saale) ein Stolperstein verlegt, siehe Liste der Stolpersteine in Bernburg (Saale). |
| Hohenzollernstr. 14 (Standort)       | Julius Schönstädt         | Hier wohnte Julius Schönstädt Jg. 1904 Heimatort verlassen 1937 Bernburg deportiert tot im Ghetto Warschau                                    | 7. März 2012  | Stolperstein Emmerich Hohenzollernstraße 14 Julius Schönstädt  | geboren am 11. Mai 1904 in Arolsen Für Regina Schönstädt wurde auch in Bernburg (Saale) ein Stolperstein verlegt. |
| Hohenzollernstr. 14 (Standort)       | Irmgard Schönstädt        | Hier wohnte Irmgard Schönstädt geb. Madelong Jg. 1906 Heimatort verlassen 1937 Bernburg deportiert tot im Ghetto Warschau                     | 7. März 2012  | Stolperstein Emmerich Hohenzollernstraße 14 Irmgard Schönstädt | geboren am 11. Februar 1906 in Bernburg Für Regina Schönstädt wurde auch in Bernburg (Saale) ein Stolperstein verlegt. |
| Hühnerstraße (Standort)              | Felix Nathan              | Hier wohnte Felix Nathan Jg. 1886 Flucht 1937 USA überlebt                                                                                    | 7. März 2012  |                                                                | |
| Hühnerstraße (Standort)              | Regina Nathan             | Hier wohnte Regina Nathan geb. Freibaum Jg. 1892 Flucht 1937 USA überlebt                                                                     | 7. März 2012  |                                                                | |
| Hühnerstraße (Standort)              | Herta Rosalie Nathan      | Hier wohnte Herta Rosalie Nathan Jg. 1913 Flucht 1936 USA überlebt                                                                            | 7. März 2012  |                                                                | |
| Hühnerstraße (Standort)              | Heinz Nathan              | Hier wohnte Heinz Nathan Jg. 1920 Flucht 1936 USA überlebt                                                                                    | 7. März 2012  |                                                                | |
| Kaßstraße 1 (Standort)               | Karl Nathan               | Hier wohnte Karl Nathan Jg. 1902 Flucht 1938 Holland interniert Westerbork deportiert 1942 Auschwitz ermordet 31.12.1942                      | ???           |                                                                | geboren am 18. Oktober 1902 in Emmerich |
| Kaßstraße 6 (Standort)               | Hermann Sander            | Hier wohnte Hermann Sander Jg. 1884 deportiert 1941 Riga ermordet                                                                             | 25. Feb. 2011 |                                                                | geboren am 6. November 1884 in Haldern |
| Kaßstraße 6 (Standort)               | Rosa Sander               | Hier wohnte Rosa Sander geb. Sonder Jg. 1890 deportiert 1941 Riga ermordet 7.7.1943                                                           | 25. Feb. 2011 |                                                                | geboren am 20. August 1890 in Kaltennordheim |
| Kaßstraße 6 (Standort)               | Siegfried Sander          | Hier wohnte Siegfried Sander Jg. 1915 Flucht 1937 USA überlebt                                                                                | 8. Feb. 2012  |                                                                | |
| Kaßstraße 6 (Standort)               | Werner Kurt Sander        | Hier wohnte Werner Kurt Sander Jg. 1925 Flucht 1939 USA überlebt                                                                              | 8. Feb. 2012  |                                                                | |
| Kaßstraße 7 (Standort)               | Rosalie Freiberg          | Hier wohnte Rosalie Freiberg geb. Zwaab Jg. 1887 verzogen 1932 Holland interniert Westerbork deportiert 1942 Auschwitz ermordet 10.9.1942     | ???           |                                                                | geboren am 1. März 1887 in Odenkirchen |
| Kaßstraße 17 (Standort)              | Henny Gans                | Hier wohnte Henny Gans geb. Poli Jg. 1901 deportiert 1942 Richtung Osten ???                                                                  | 25. Feb. 2011 |                                                                | geboren am 1. März 1901 in Petershagen Für Henny, Ernst und Walter Gans wurden zudem in Petershagen in der Mindener Straße 20 am 5. Juni 2012 drei Stolpersteine verlegt. |
| Kaßstraße 17 (Standort)              | Ernst Gans                | Hier wohnte Ernst Gans Jg. 1928 deportiert 1942 Richtung Osten ???                                                                            | 25. Feb. 2011 |                                                                | geboren am 9. Januar 1928 in Emmericher Eiland |
| Kaßstraße 17 (Standort)              | Walter Gans               | Hier wohnte Walter Gans Jg. 1933 deportiert 1942 Richtung Osten ???                                                                           | 25. Feb. 2011 |                                                                | geboren am 30. Oktober 1933 in Emmerich |
| Kaßstraße 21 (Standort)              | Walter Jacob              | Hier wohnte Dr. Walter Jacob Jg. 1896 Flucht 1935 Brasilien überlebt                                                                          | 8. Feb. 2012  |                                                                | Nach der Emigration legte der Facharzt für Frauenheilkunde und Geburtshilfe in Brasilien erneut das medizinische Staatsexamen ab und arbeitete gemeinsam mit seinem Schulfreund, dem Kinderarzt Erich Albersheim, in Porto Alegre. Er starb am 30. November 1988. |
| Kaßstraße 21 (Standort)              | Else Jacob                | Hier wohnte Else Jacob Jg. 1901 Flucht 1938 USA überlebt                                                                                      | 8. Feb. 2012  |                                                                | |
| Kaßstraße 43 (Standort)              | Eugen Albersheim          | Hier wohnte Eugen Albersheim Jg. 1902 deportiert 1941 Riga ermordet 1943                                                                      | ???           | Stolperstein Emmerich Kaßstraße 43 Eugen Albersheim            | geboren am 27. Oktober 1902 in Emmerich |
| Kaßstraße 59 (Standort)              | Gerson Zwaab              | Hier wohnte Gerson Zwaab Jg. 1909 Flucht 1934 Holland überlebt                                                                                | 7. März 2012  | Stolperstein Emmerich Kaßstraße 59 Gerson Zwaab                | |
| Kaßstraße 59 (Standort)              | Sally Hirsch              | Hier wohnte Sally Hirsch Jg. 1890 deportiert 1941 Riga ermordet                                                                               | 25. Feb. 2011 | Stolperstein Emmerich Kaßstraße 59 Sally Hirsch                | geboren am 25. Januar 1890 in Burgsteinfurt |
| Kaßstraße 59 (Standort)              | Johanna Hirsch            | Hier wohnte Johanna Hirsch geb. Zwaab Jg. 1881 deportiert 1941 Riga ermordet                                                                  | 25. Feb. 2011 | Stolperstein Emmerich Kaßstraße 59 Johanna Hirsch              | geboren am 6. Dezember 1881 in ’s-Heerenberg |
| Kaßstraße 62 (Standort)              | Johanna Zwaab             | Hier wohnte Johanna Zwaab geb. Marcus Jg. 1857 abgeschoben 1941 Holland interniert Westerbork deportiert 1942 Auschwitz ermordet 19.2.1943    | 7. März 2012  | Stolperstein Emmerich Kaßstraße 62 Johanna Zwaab               | geboren am 31. Dezember 1857 in Castrop-Rauxel |
| Kleiner Löwe 1 (Standort)            | Moritz Nathan             | Hier wohnte Moritz Nathan Jg. 1875 Schliessung des Geschäftes 1937 gedemütigt / entrechtet drangsaliert tot 1939 an den Folgen                | 8. Feb. 2012  | Stolperstein Emmerich Kleiner Löwe 1 Moritz Nathan             | |
| Kleiner Löwe 1 (Standort)            | Adelheid Nathan           | Hier wohnte Adelheid Nathan geb. Klestadt Jg. 1875 deportiert 1942 Theresienstadt befreit / überlebt                                          | 8. Feb. 2012  | Stolperstein Emmerich Kleiner Löwe 1 Adelheid Nathan           | |
| Kleiner Löwe 1 (Standort)            | Elisabeth Nathan          | Hier wohnte Elisabeth Nathan Jg. 1904 deportiert 1942 Theresienstadt befreit / überlebt                                                       | 8. Feb. 2012  | Stolperstein Emmerich Kleiner Löwe 1 Elisabeth Nathan          | |
| Kleiner Löwe 1 (Standort)            | Walter Nathan             | Hier wohnte Walter Nathan Jg. 1906 Flucht USA überlebt                                                                                        | 8. Feb. 2012  | Stolperstein Emmerich Kleiner Löwe 1 Walter Nathan             | |
| Kleiner Löwe 1 (Standort)            | Erich Nathan              | Hier wohnte Erich Nathan Jg. 1911 Flucht 1937 Kolumbien überlebt                                                                              | 8. Feb. 2012  | Stolperstein Emmerich Kleiner Löwe 1 Erich Nathan              | |
| Kleiner Löwe 1 (Standort)            | Werner Nathan             | Hier wohnte Werner Nathan Jg. 1919 Flucht 1937 Kolumbien überlebt                                                                             | 8. Feb. 2012  | Stolperstein Emmerich Kleiner Löwe 1 Werner Nathan             | |
| Markt 3 OT Elten (Standort)          | Bernhard Nathan           | Hier wohnte Bernhard Nathan Jg. 1876 deportiert 1942 Theresienstadt ermordet 1944 in Auschwitz                                                | 14. Apr. 2011 |                                                                | geboren am 15. Mai 1876 in Elten Bernhard Nathan wurde 1928 zum stellvertretenden Vorsitzenden des Eltener Bürgerschützenvereins gewählt. |
| Markt 3 OT Elten (Standort)          | Sabina Nathan             | Hier wohnte Sabina Nathan Jg. 1872 deportiert 1942 Theresienstadt ermordet 6.7.1944                                                           | 14. Apr. 2011 |                                                                | geboren am 7. Februar 1872 in Elten Abweichung Vorname auf dem Stein zur Quelle Bundesarchiv |
| Markt 3 OT Elten (Standort)          | Johanna Nathan            | Hier wohnte Johanna Nathan Jg. 1875 deportiert 1942 Theresienstadt ermordet 19.9.1942                                                         | 14. Apr. 2011 |                                                                | geboren am 8. März 1875 in Elten |
| Markt 3 OT Elten (Standort)          | Julie Nathan              | Hier wohnte Julie Nathan Jg. 1879 deportiert 1942 Izbica ermordet 22.3.1942                                                                   | 14. Apr. 2011 |                                                                | geboren am 3. Mai 1879 in Elten |
| Markt 3 OT Elten (Standort)          | Sophie Nathan             | Hier wohnte Sophie Nathan Jg. 1903 deportiert 1942 Trawniki ermordet                                                                          | 14. Apr. 2011 |                                                                | |
| Mennonitenstraße 1 (Standort)        | Rosa Franken              | Hier wohnte Rosa Franken geb. Marchand Jg. 1898 deportiert 1941 Riga ermordet 1944 in Stutthof                                                | 25. Feb. 2011 |                                                                | geboren am 9. August 1898 in Wesel |
| Mennonitenstraße 1 (Standort)        | Josef Franken             | Hier wohnte Josef Franken Jg. 1896 deportiert 1941 Riga ermordet                                                                              | 25. Feb. 2011 |                                                                | geboren am 18. Februar 1896 in Herbern |
| Mennonitenstraße 1 (Standort)        | Herbert Franken           | Hier wohnte Herbert Franken Jg. 1926 deportiert 1941 Riga ermordet                                                                            | 25. Feb. 2011 |                                                                | geboren am 30. November 1926 in Emmerich |
| Mennonitenstraße 9 (Standort)        | Louis Gans                | Hier wohnte Louis Gans Jg. 1872 deportiert 1941 Riga ermordet 1942                                                                            | ???           |                                                                | geboren am 21. März 1872 in Emmerich |
| Mennonitenstraße 9 (Standort)        | Regina Gans               | Hier wohnte Regina Gans geb. Spiegel Jg. 1880 deportiert 1941 Riga ermordet 1942                                                              | ???           |                                                                | geboren am 4. November 1880 in Warendorf |
| Neumarkt (Standort)                  | Isidor Zwaab              | Hier wohnte Isidor Zwaab Jg. 1879 ausgewiesen 1941 Holland interniert Westerbork deportiert 1943 Sobibor ermordet 4.6.1943                    | ???           | Stolperstein Emmerich Neumarkt Isidor Zwaab                    | geboren am 5. Dezember 1879 in Mönchengladbach |
| Nonnenplatz 7 (Standort)             | Bertha Nathan             | Hier wohnte Bertha Nathan geb. Israel Jg. 1891 Flucht 1938 Holland interniert Westerbork deportiert 1942 Auschwitz ermordet 19.11.1942        | 28. März 2011 | Stolperstein Emmerich Nonnenplatz 7 Bertha Nathan              | geboren am 15. Januar 1891 in Trier |
| Nonnenplatz 7 (Standort)             | Siegfried Nathan          | Hier wohnte Siegfried Nathan Jg. 1885 Flucht Holland interniert Westerbork deportiert 1942 Auschwitz ermordet 19.11.1942                      | 28. März 2011 | Stolperstein Emmerich Nonnenplatz 7 Siegfried Nathan           | geboren am 8. Juni 1883 in Emmericher Eiland Abweichung Geburtsjahr Stein mit Bundesarchiv |
| Oelstraße 17 (Standort)              | Henriette Cohn            | Hier wohnte Henriette Cohn Jg. 1861 deportiert 1942 Theresienstadt ermordet 3.8.1942                                                          | 25. Feb. 2011 | Stolperstein Emmerich Oelstraße 17 Henriette Cohn              | geboren am 29. Dezember 1864 in Zutphen / Gelderland / Niederlande Abweichung Geburtsjahr Stein mit Bundesarchiv |
| Oelstraße 17 (Standort)              | Johanna Cohn              | Hier wohnte Johanna Cohn Jg. 1869 deportiert 1942 Theresienstadt ermordet                                                                     | 25. Feb. 2011 | Stolperstein Emmerich Oelstraße 17 Johanna Cohn                | geboren am 7. September 1869 in Emmerich |
| Oelstraße 17 (Standort)              | Julie Cohn                | Hier wohnte Julie Cohn Jg. 1859 deportiert 1942 Theresienstadt ermordet 29.9.1942 Treblinka                                                   | 25. Feb. 2011 | Stolperstein Emmerich Oelstraße 17 Julie Cohn                  | geboren am 23. August 1859 in Lemgo |
| Reeser Straße 4 (Standort)           | Moritz Sander             | Hier wohnte Moritz Sander Jg. 1869 Flucht 1938 Kolumbien überlebt                                                                             | 27. Juni 2012 | Stolperstein Emmerich Reeser Straße 4 Moritz Sander            | |
| Reeser Straße 4 (Standort)           | Johanna Sander            | Hier wohnte Johanna Sander geb. Kanter Jg. 1891 Flucht 1938 Kolumbien überlebt                                                                | 27. Juni 2012 | Stolperstein Emmerich Reeser Straße 4 Johanna Sander           | |
| Reeser Straße 4 (Standort)           | Ilse Erika Sander         | Hier wohnte Ilse Erika Sander Jg. 1920 Flucht 1938 Kolumbien überlebt                                                                         | 27. Juni 2012 | Stolperstein Emmerich Reeser Straße 4 Ilse Erika Sander        | |
| Reeser Straße 4 (Standort)           | Ruth Sander               | Hier wohnte Ruth Sander Jg. 1922 Flucht 1938 Kolumbien überlebt                                                                               | 27. Juni 2012 | Stolperstein Emmerich Reeser Straße 4 Ruth Sander              | |
| Reeser Straße 4 (Standort)           | Bernd Sander              | Hier wohnte Bernd Sander Jg. 1925 Flucht 1938 Kolumbien überlebt                                                                              | 27. Juni 2012 | Stolperstein Emmerich Reeser Straße 4 Bernd Sander             | |
| Speelberger Straße 49 (Standort)     | Louis Franken             | Hier wohnte Louis Franken Jg. 1891 Flucht 1937 Uruguay überlebt                                                                               | ???           |                                                                | |
| Speelberger Straße 49 (Standort)     | Rosa Franken              | Hier wohnte Rosa Franken geb. Sander Jg. 1896 Flucht 1937 Uruguay überlebt                                                                    | ???           |                                                                | |
| Speelberger Straße 49 (Standort)     | Kurt Franken              | Hier wohnte Kurt Franken Jg. 1924 Flucht 1937 Uruguay überlebt                                                                                | ???           |                                                                | |
| Speelberger Straße 61 (Standort)     | Paula Mayer               | Hier wohnte Paula Mayer geb. Franken Jg. 1901 Heimatort 1932 verlassen ???                                                                    | ???           |                                                                | geboren am 1. April 1901 in Herborn |
| Speelberger Straße 61 (Standort)     | Helene Marchand           | Hier wohnte Helene Marchand geb. Franken Jg. 1894 Heimatort 1932 verlassen deportiert ermordet 1942 in Minsk                                  | ???           |                                                                | geboren am 20. Juni 1894 in Herbern |
| Speelberger Straße 61 (Standort)     | Siegfried Franken         | Hier wohnte Siegfried Franken Jg. 1899 Flucht 1939 Holland interniert Westerbork deportiert 1942 Richtung Osten ermordet 31.03.1943           | ???           |                                                                | geboren am 25. Juli 1899 in Herbern |
| Speelberger Straße 61 (Standort)     | Max Franken               | Hier wohnte Max Franken Jg. 1897 Flucht 1936 Holland interniert Westerbork deportiert 1943 Bergen-Belsen 1944 Theresienstadt befreit/überlebt | ???           |                                                                | |
| Speelberger Straße 61 (Standort)     | Julie Franken             | Hier wohnte Julie Franken geb. Samuel Jg. 1860 Flucht 1942 Holland interniert Westerbork deportiert 1943 Sobibor ermordet 14.5.1943           | ???           |                                                                | geboren am 25. September 1860 in Herbern |
| Steinstraße 1 (Standort)             | Hedwig Rosa Gompertz      | Hier wohnte Hedwig Gompertz Jg. 1930 Flucht 1939 USA überlebt                                                                                 | 28. März 2011 | Stolperstein Emmerich Steinstraße 1 Hedwig Gompertz            | |
| Steinstraße 1 (Standort)             | Richard Gompertz          | Hier wohnte Richard Gompertz Jg. 1892 Flucht 1939 USA überlebt                                                                                | 8. Feb. 2012  | Stolperstein Emmerich Steinstraße 1 Richard Gompertz           | |
| Steinstraße 1 (Standort)             | Martha Gompertz           | Hier wohnte Martha Gompertz geb. Einstein Jg. 1901 Flucht 1939 USA überlebt                                                                   | 8. Feb. 2012  | Stolperstein Emmerich Steinstraße 1 Martha Gompertz            | |
| Steinstraße 4 (Standort)             | Bertha Albersheim         | Hier wohnte Bertha Albersheim Jg. 1869 deportiert 1942 Theresienstadt ermordet 26.9.1942 Treblinka                                            | 28. März 2011 | Stolperstein Emmerich Steinstraße 4 Bertha Albersheim          | geboren am 16. Mai 1869 in Borken i. Westfalen |
| Steinstraße 8 (Standort)             | Martha Lilienfeld         | Hier wohnte Martha Lilienfeld geb. Kaufmann Jg. 1894 deportiert 1942 Izbica tot                                                               | 28. März 2011 | Stolperstein Emmerich Steinstraße 8 Martha Lilienfeld          | geboren am 25. Juli 1894 in Sankt Tönis |
| Steinstraße 8 (Standort)             | Siegmund Lilienfeld       | Hier wohnte Siegmund Lilienfeld Jg. 1886 gedemütigt/entrechtet Zusammenbruch auf der Straße tot 21.1.1938                                     | 28. März 2011 | Stolperstein Emmerich Steinstraße 8 Siegmund Lilienfeld        | |
| Steinstraße 8 (Standort)             | Eva Berta Lilienfeld      | Hier wohnte Eva Berta Lilienfeld Jg. 1927 deportiert 1942 Izbica tot                                                                          | 28. März 2011 | Stolperstein Emmerich Steinstraße 8 Eva Berta Lilienfeld       | geboren am 19. April 1927 in Emmerich |
| Steinstraße 8 (Standort)             | Margarete Kempenich       | Hier arbeitete Margarete Kempenich geb. Nathan Jg. 1912 Flucht 1937 USA überlebt                                                              | 8. Feb. 2012  | Stolperstein Emmerich Steinstraße 8 Margarete Kempenich        | |
| Steinstraße 8 (Standort)             | Rudy Alfred Kempenich     | Hier wohnte Rudy Alfred Kempenich Jg. 1911 Flucht 1937 USA überlebt                                                                           | 8. Feb. 2012  | Stolperstein Emmerich Steinstraße 8 Rudy Alfred Kempenich      | |
| Steinstraße 8 (Standort)             | Heinz Walter Kempenich    | Hier wohnte Heinz Walter Kempenich Jg. 1909 Flucht 1933 Brasilien überlebt                                                                    | 8. Feb. 2012  | Stolperstein Emmerich Steinstraße 8 Heinz Walter Kempenich     | |
| Steinstraße 8 (Standort)             | Erich Siegfried Kempenich | Hier wohnte Erich Siegfried Kempenich Jg. 1903 Flucht 1933 Palästina überlebt                                                                 | 8. Feb. 2012  | Stolperstein Emmerich Steinstraße 8 Erich Siegfried Kempenich  | |
| Steinstraße 8 (Standort)             | Erna Frederike Kempenich  | Hier wohnte Erna Frederike Kempenich Jg. 1902 Flucht 1941 USA überlebt                                                                        | 8. Feb. 2012  | Stolperstein Emmerich Steinstraße 8 Erna Frederike Kempenich   | |
| ’s-Heerenberger Straße 34 (Standort) | Erich Albersheim          | Hier wohnte Dr. Erich Albersheim Jg. 1897 Flucht 1937 Brasilien überlebt                                                                      | ???           |                                                                | geboren am 7. Februar 1897 in Emmerich, gestorben am 8. März 1992 in Porto Alegre (Brasilien) Erich Albersheim schrieb sich am 13. Mai 1915 zum Studium der Medizin an der Universität Bonn ein. Nach der Dissertation im Jahre 1920 an der Universität zu Köln war er u. a. einige Jahre in der Kinderklinik der medizinischen Akademie bei Arthur Schloßmann in Düsseldorf tätig. Im Jahr 1933 wurde sein Anstellungsvertrag mit der Stadt Düsseldorf gekündigt und er arbeitete bis zu seiner Flucht 1937 als niedergelassener Kinderarzt in Emmerich. Nach der Emigration legte er in Brasilien erneut das medizinische Staatsexamen ab und arbeitete mit seinem Schulfreund, dem Frauenarzt Walter Jacob gemeinsam in Porto Alegre. |
| ’s-Heerenberger Straße 34 (Standort) | Erna Albersheim           | Hier wohnte Erna Albersheim geb. Eckhaus Jg. 1907 Flucht 1937 Brasilien überlebt                                                              | ???           |                                                                | geboren am 24. März 1907 in Wachenheim, gestorben im Jahr 1986 |
| Willibrordstraße 1 (Standort)        | Clara Cussel              | Hier wohnte Clara Cussel Jg. 1888 deportiert 1941 Riga ermordet                                                                               | ???           | Stolperstein Emmerich Willibrordstraße 1 Clara Cussel          | geboren am 29. Oktober 1888 in Anholt |